# Erik Hedberg
Johan Erik Hedberg (Estocolmo, 9 de marzo de 1767-9 de agosto de 1823) fue un pintor finlandés.
Hedberg nació en Estocolmo y estudió en la Real Academia Sueca de las Artes. Se casó y tuvo un hijo. Hedberg trabajó como profesor de dibujo en la Real Academia de Turku desde 1799 hasta su muerte en 1823.

## Obras seleccionadas

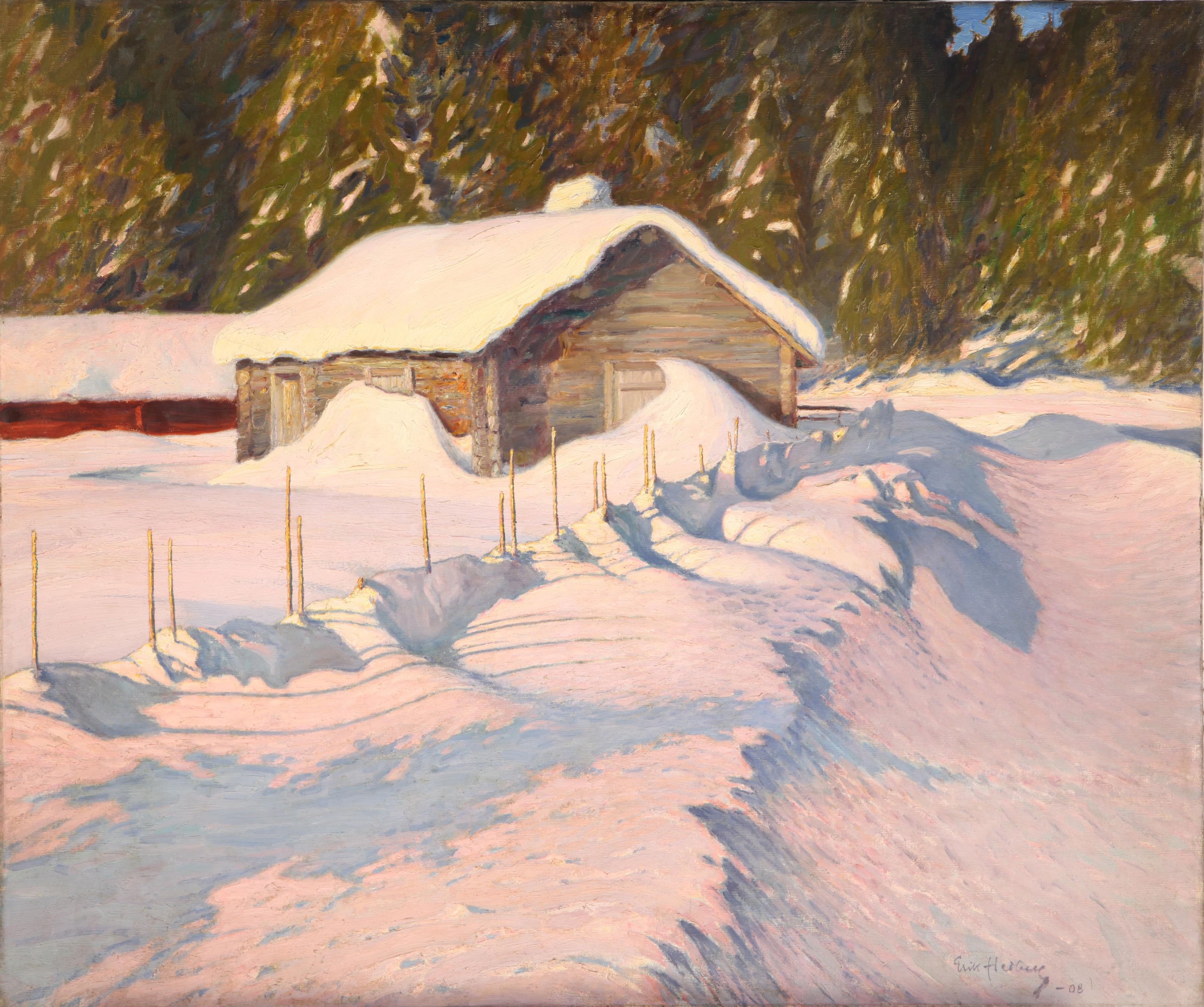
Las nieves
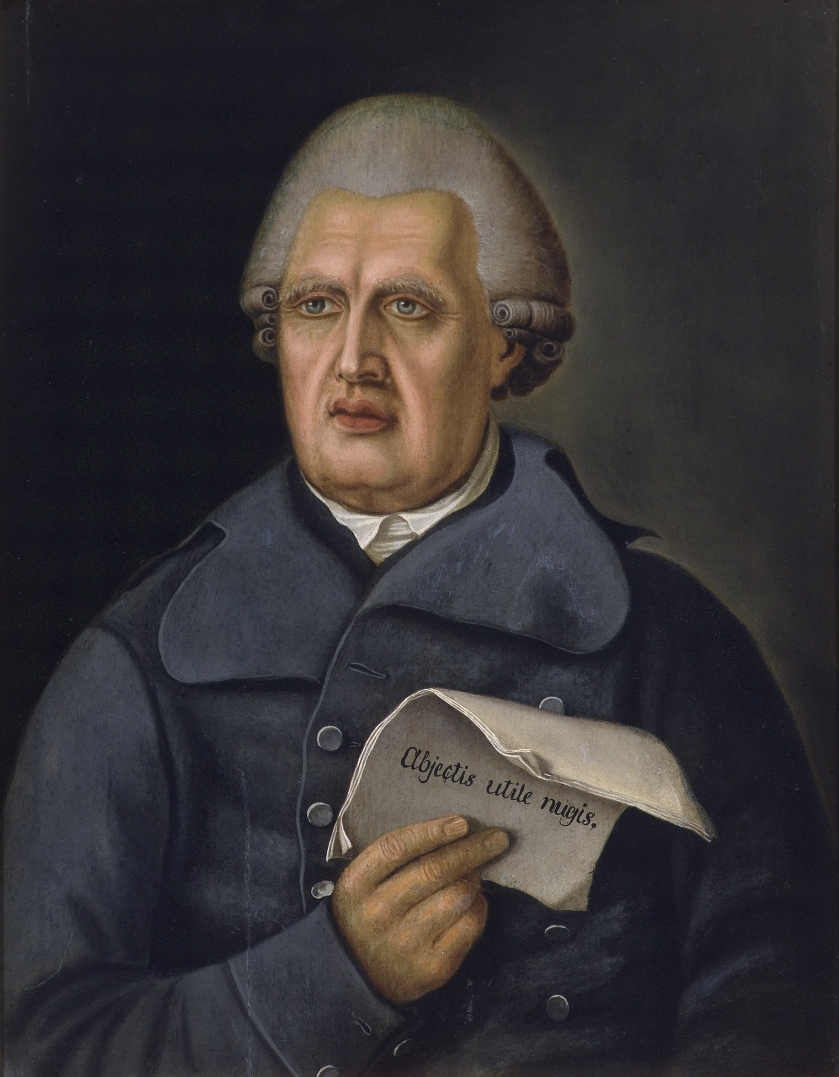
Henrik Gabriel Porthan